# Дальній (Кондінський район)
Да́льній (рос. Дальний) — селище у складі Кондінського району Ханти-Мансійського автономного округу Тюменської області, Росія. Входить до складу Леушинського сільського поселення.
Населення — 158 осіб (2010, 220 у 2002).
Національний склад станом на 2002 рік: росіяни — 64 %.
Стара назва — Шостий.